# Лазько, Григорий Семёнович
Григорий Семёнович Лазько (пол. Grigorij Łaźko, 19 сентября 1903 года, село Левокумское, ныне Ставропольский край — 17 ноября 1964 года, Киев) — советский и польский военачальник, генерал-майор (СССР — 22.02.1943), генерал бригады (ПНР).

## Начальная биография
Григорий Семёнович Лазько родился 19 сентября 1903 года в селе Левокумское ныне Ставропольского края.

## Военная служба

### Довоенное время
В сентябре 1925 года был призван в ряды РККА, после чего был направлен в 66-й стрелковый полк (Северокавказский военный округ), где окончил полковую школу, затем был младшим командиром, а в октябре 1928 года был назначен на должность старшины роты 222-го стрелкового полка.
В 1929 году был направлен для учёбы на Киевские объединённые курсы подготовки командиров им. С. С. Каменева, после окончания которых в 1930 году был направлен в 70-й стрелковый полк (Украинский военный округ), где служил на должностях командира взвода и начальника химической службы полка. В 1932 году обучался на курсах единоначальников при Объединённой военной школе имени ВЦИК, после окончания которых вернулся в полк, служил на должностях командира взвода и роты.
В мае 1934 года был направлен на учёбу в Военную академию имени М. В. Фрунзе, после окончания которой в октябре 1937 года был направлен в 100-ю стрелковую дивизию (Белорусский военный округ), где исполнял должности начальника 5-й части штаба и начальника штаба дивизии.
В августе 1938 года был назначен на должность начальника 1-го отделения 5-го отдела штаба Витебской армейской группы, а с сентября того же года состоял для особых поручений при Генштабе РККА, затем в январе 1940 года был назначен на должность помощника начальника штаба по тылу 23-й стрелковой дивизии (Харьковский военный округ), а в мае того же года — на должность начальника оперативного отдела — помощника начальника штаба 55-го стрелкового корпуса. С августа исполнял должность начальника штаба 25-го стрелкового корпуса, а в апреле 1941 года был назначен на должность начальника оперативного отдела — заместителя начальника штаба 45-го стрелкового корпуса этого же округа.

### Великая Отечественная война
С началом войны Лазько находился на прежней должности. Корпус вскоре принимал участие в ходе Смоленского сражения и в оборонительных боевых действиях под Могилёвом, а затем отступал по направлению на Кричев, сдерживая наступление противника на рубеже Климовичи — Костюковичи.
В конце августа Г. С. Лазько руководил формированием 307-й стрелковой дивизии, после чего в сентябре дивизия отличилась при ведении оборонительных боевых действий в районе населенного пункта Хутор Михайловский, за что Григорий Семёнович Лазько был награждён орденом Красного Знамени.
В июне 1943 года был назначен на должность командира 30-го стрелкового корпуса, который принимал участие в Курской битве, битве за Днепр, Житомирско-Бердичевской и Ровно-Луцкой наступательных операциях, а также при освобождении городов Рыльск, Белополье и Радомышль. За образцовое выполнение заданий командования и проявленное при этом мужество был награждён орденом Суворова 2-й степени.
С февраля 1944 года корпус принимал участие в ходе Проскуровско-Черновицкой, Львовско-Сандомирcкой, Восточно-Карпатской, Будапештской наступательных, Балатонской оборонительной и Венской наступательной операций. За отличие при освобождении городов Станислав и Будапешт корпусу было присвоено почетное наименование «Станиславский» и «Будапештский». Однако, в конце мая 1945 года «за слабое управление, личную недисциплинированность и массовое отравление личного состава древесным спиртом», которое имело место в период с 10 по 15 мая 1945 года, генерал-майор Григорий Семёнович Лазько был отстранён от должности командира корпуса.

### Послевоенная карьера

Могила Лазько на Лукьяновском военном кладбище Киева.

30 мая 1945 года Лазько был назначен на должность заместителя командира 37-го стрелкового корпуса, в июле 1946 года — на должность командира 25-й механизированной дивизии (Прикарпатский военный округ), а в марте 1947 года — на должность заместителя командира 73-го стрелкового корпуса.
В июле 1950 года был направлен на учёбу на высшие академические курсы при Высшей военной академии имени К. Е. Ворошилова, которые в июле 1951 года окончил с отличием и затем находился в распоряжении Главного управления кадров Советской Армии. В ноябре того же года был откомандирован в распоряжение Войска Польского, где исполнял должность помощника командующего войсками военного округа по строевой части с оставлением в кадрах Советской Армии, а в 1953 году был назначен на должность начальника Академии Генштаба Войска Польского. После возвращения в СССР генерал-майор Григорий Семёнович Лазько с февраля 1955 года находился в распоряжении Главного управления кадров и затем, в апреле того же года, уволен в запас.
Умер 17 ноября 1964 года в Киеве. Похоронен на Лукьяновском военном кладбище.

## Награды
- Орден Ленина;
- Пять орденов Красного Знамени;
- Орден Суворова 2 степени;
- Орден Кутузова 2 степени;
- Орден Красной Звезды;
- Медали.

ПНР
- командор ордена Возрождения Польши (1954)
- медали